# Sparkasse Hameln-Weserbergland
Die Sparkasse Hameln-Weserbergland ist eine Anstalt des öffentlichen Rechts, welche sich im mittleren Weserbergland innerhalb des Landes Niedersachsen befindet. Das Geschäftsgebiet umfasst den Landkreis Hameln-Pyrmont, jedoch ohne die Stadt Bad Pyrmont, sowie Teile der Samtgemeinde Bodenwerder-Polle im Landkreis Holzminden. 

## Geschäftszahlen
Die Sparkasse Hameln-Weserbergland wies im Geschäftsjahr 2023 eine Bilanzsumme von 2,643 Mrd. Euro aus und verfügte über Kundeneinlagen von 2,135 Mrd. Euro. Gemäß der Sparkassenrangliste 2023 liegt sie nach Bilanzsumme auf Rang 185. Sie unterhält 23 Filialen/Selbstbedienungsstandorte und beschäftigt 407 Mitarbeiter.

## Geschichte

### Stadtsparkasse Hameln
Die Stadtsparkasse Hameln wurde am 4. September 1835 gegründet.
- 1835–1887 befand sich die Stadtsparkasse im alten Hamelner Rathaus.
- 1869 kam es zur Trennung von Stadtsparkasse und Kämmereikasse der Stadt
- 1887 verlegte die Stadtsparkasse ihre Geschäftsräume vom alten Rathaus in das repräsentative Hochzeitshaus
- 1922 übernahm erstmals ein amtierender Bürgermeister der Stadt, den Vorsitz im Verwaltungsrat der Stadtsparkasse
- 1928 wurde der Sparkassenbetrieb umorganisiert und die Buchhaltung auf maschinellen Betrieb umgestellt
- In den 1930er Jahren zog die Stadtsparkasse in die Gebäudegruppe „Alte Garnisonkirche“ / „Heiliggeiststift“. Die Tatsache, dass das Geldinstitut in eine ehemalige Kirche einzog, erhitzte reichsweit die Gemüter.
- In den 1950er Jahren begann die Stadtsparkasse Zweigstellen zu errichten

### Sparkasse Weserbergland
Die Sparkasse Weserbergland wurde als Sparkasse des Kreises Hameln am 27. September 1910 gegründet.
- 1960 kauft die Kreissparkasse Hameln-Pyrmont das Gebäude „Am Markt 4“ in Hameln was zur neuen Hauptstelle wurde
- 1963 nimmt die Kreissparkasse ihren Betrieb in den neuen Räumlichkeiten auf
- 1987 wird die Hauptstelle umgestaltet, die Schalter sind nicht mehr produktbezogen aufgestellt, sondern kundenorientiert
- 1999 fusionierte die Kreissparkasse Hameln-Pyrmont und die Stadtsparkasse Bodenwerder zur Sparkasse Weserbergland
- 2000 wurde die Stadtsparkasse Hessisch Oldendorf aufgenommen
- 2005 wird die Hauptstelle der Sparkasse Weserbergland, der S-FinanzMarkt, nach Umbau eingeweiht

### Fusion der beiden Sparkassen
Am 1. Januar 2016 fusionierte die Stadtsparkasse Hameln und die Sparkasse Weserbergland zur Sparkasse Hameln-Weserbergland.

## Organisationsstruktur
Die Sparkasse Hameln-Weserbergland ist eine Anstalt des öffentlichen Rechts. Rechtsgrundlagen sind das Niedersächsische Sparkassengesetz und die durch den Träger erlassene Satzung. Träger der Sparkasse Hameln-Weserbergland ist der Sparkassenzweckverband Hameln-Weserbergland. An dem Zweckverband sind der Landkreis Hameln-Pyrmont zu 42,4 %, die Stadt Hameln zu 42,0 %, die Stadt Hessisch Oldendorf zu 11,6 % und die Stadt Bodenwerder zu 4,0 % beteiligt.

## Sparkassen-Finanzgruppe
Die Sparkasse Hameln-Weserbergland ist Teil der Sparkassen-Finanzgruppe und gehört damit auch ihrem Haftungsverbund an. Die Sparkasse vermittelt Bausparverträge der regionalen Landesbausparkasse, offene Investmentfonds der Deka und Versicherungen der VGH Versicherungen. Im Bereich des Leasings arbeitet die Sparkasse Hameln-Weserbergland mit der Deutschen Leasing zusammen. Die Funktion der Sparkassenzentralbank nimmt die Nord/LB wahr.

## Stiftungen
Die beiden selbständigen Sparkassen förderten in den vergangenen Jahren soziale, kulturelle und sportliche Aktivitäten in der Region. Der Verbund verfügte Anfang 2016 über vier Stiftungen zur Förderung des gesellschaftlichen Engagements in Hameln und dem mittleren Weserbergland. Zudem findet jährlich der Sparkassen-Helfer-Tag statt. An diesem Tag bleiben die Geschäftsstellen geschlossen und die Mitarbeiter unterstützen Projekte im Geschäftsgebiet.